# تيري ولفرتون
تيري ولفرتون (بالإنجليزية: Terry Wolverton)‏‏ (23 أغسطس 1954 في كوكاو بيتش - )؛ شاعرة، وروائية، وكاتِبة من الولايات المتحدة.

## الجوائز
- جائزة لامدا الأدبية
- جائزة جودي غران  [لغات أخرى]‏[7]